# Чушка (селище)
Чушка — селище в Темрюкському районі Краснодарського краю. Входить до складу Запорозького сільського поселення.

## Географія
Село Чушка розташоване на східному узбережжі Керченської протоки, на півострівній піщаній косі Чушка, неподалік її південної околиці. Безпосередньо із селищем межує територія порту «Кавказ».

### Вулиці
- вул. Залізнична,
- вул. Набережна.

## Етимологія
За однією з версій назва Чушка сталася від колись численних у тих краях дельфінів , яких місцеве населення називало морськими свинями, або чушками. За іншою версією назва чушка сходить в адигейському «цӏушх'о», що перекладається як «бичачий брід», як вказівка на невелику глибину Керченської протоки.

## Історія
Селище було засноване в 1946 році з початком будівництва Керченської поромної переправи і входили до її складу порту «Кавказ» та залізничної станції «Кавказ».
Джерела прісної води на косі Чушка були відсутні, тому воду в селище доставляли залізницею у вагонах-цистернах.
Більшість жителів Чушки працювала на поромній переправі, залізничній станції та місцевому рибрадгоспі.
Із сусіднім селищем Ілліч, що розташоване на відстані 11 км, до початку 1990-х років існувало пасажирське залізничне сполучення. Маршрут обслуговувався автодрезиною, яку пізніше змінив дизельний потяг «Піонер», що складається з тепловоза та головного вагона електропоїзда С.

## Населення
За переписом населення 2010 року в Чушці жило 109 осіб.
Більшість жителів відселена з селища через санітарні вимоги обстановки, що склалася після відкриття в порту «Кавказ» вантажних терміналів, що займаються відкритою перевалкою хімічних речовин і добрив.